# Buster Hernandez
Buster Hernandez (nascido em 1987 ou 1988) é um importunador sexual, produtor de pornografia infantil e ciberterrorista de Bakersfield, na Califórnia. Ele usou a internet para atacar centenas de garotas menores de idade sob diversos pseudônimos, mais notoriamente Brian Kil e Purge of Maine. Em 2017, foi preso após cair em um esquema de hackeamento e engenharia social criado pelo FBI e pelo Facebook. Em 2021, foi condenado a 75 anos de prisão.

## Histórico criminal
Começando em 2012, Hernandez, um homem desempregado que vivia em Bakersfield com sua avó e namorada, cometeu uma série de crimes de sua casa através da internet. Ele achacava sexualmente garotas do ensino médio, pedindo por material comprometedor. Ele fez ao menos 375 vítimas em dez estados americanos. Para persuadir as garotas, ele as ameaçava com assassinato, estupro, sequestro e de perpetrar um tiroteio em suas escolas. Além disso, Hernandez postava estrategicamente mídias que ele já havia recebido online para extrair mais material de cunho sexual de suas vítimas.
O FBI passou a investigar seu caso em 2015, após um boletim de ocorrência feito pela polícia de Plainfield, em Indiana. O Facebook, a plataforma que ele usava para conversar com suas vítimas, já tentava expor sua identidade há anos. Era difícil de identificá-lo, pois Hernandez usava o Tails, um sistema operacional feito para manter seus usuários anônimos. Por isso, o Facebook pagou para que uma empresa codesenvolvesse uma falha no sistema que pudesse acabar com seu anonimato. O Facebook explorou uma falha de segurança presente no leitor de vídeo do Tails e criou um vídeo com uma ferramenta hacker customizada, que enviava o endereço IP de quem o abrisse para um local intermediário, e em seguida para o FBI. Hernandez baixou e assistiu o vídeo pensando se tratar de uma de suas vítimas e foi identificado. De acordo com o Facebook, esta foi a única vez na história em que a empresa desmascarou um criminoso enviando um malware. O método utilizado foi descrito pela imprensa especializada como "análogo a um vírus" e "hacking".

## Prisão e sentença
Depois de ser identificado, Hernandez foi preso em 2017. Ele foi acusado federalmente por 41 crimes e em 2021 foi condenado a 75 anos de prisão. Desde então, está preso na United States Penitentiary em Tucson.